# Itagi, Shirhatti
Itagi là một làng thuộc tehsil Shirhatti, huyện Gadag, bang Karnataka, Ấn Độ.